# Jakob Grabner zu Rosenburg
Jakob (Jacob) Grabner zu Rosenburg (* im 15. Jahrhundert; † 1502) war ein österreichischer Ritter und Besitzer zahlreicher Herrschaften wie Ebenthal, Zagging und ab 1487 von der Rosenburg. 

## Biografie

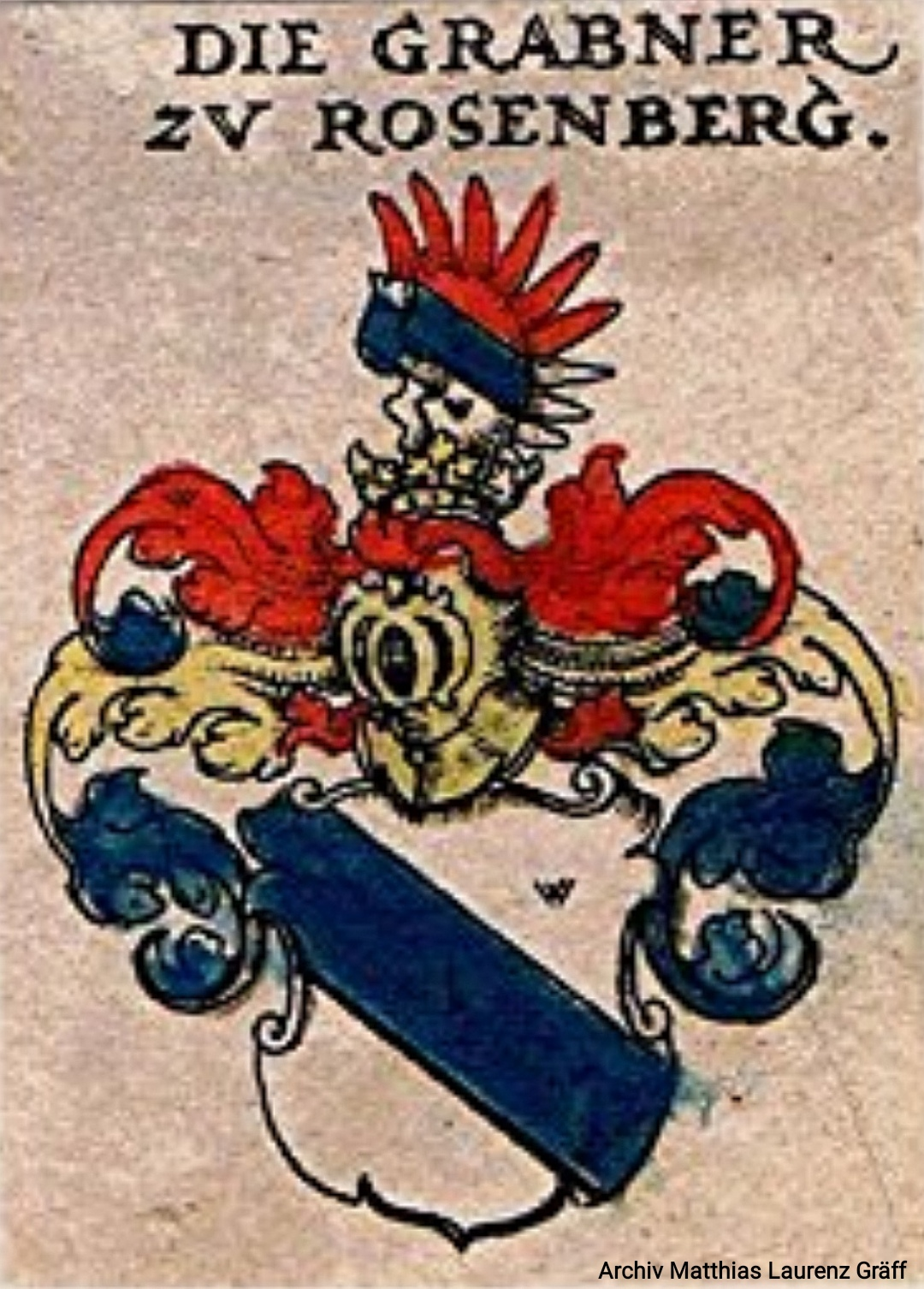
(Stamm-)Wappen der Grabner

Jakob Grabner war ein Sohn von Georg Grabner auf Joslowitz aus seiner ersten Ehe mit Gertraud Kelberharter, einer Tochter des Erhardt Kelberharter zu Kälberharts und der Beatrix Rizendorfer. Er entstammte der Zweiten Niederösterreichischen Linie der Grabner aus der Familie der Herren von Graben.
Grabner war in Besitz der Herrlichkeiten Ebenthal und Schlickendorf und seit 1477 von Pöbring. Des Weiteren war er gemeinsam mit seinem Bruder Christoph Grabner Pfleger von Gars am Kamp (Burgruine Gars). 1487 gelangten er und sein Bruder Christoph gemeinschaftlich in Besitz der Rosenburg, welche sie mit Kaspar von Rogendorf gegen das freie Eigen Veste und Amt Pöbring eintauschten. Im selben Jahr soll er gemeinsam mit seinem Bruder die Herrschaft Zagging (auch Zacking, Zäcking) von deren Vater erhalten haben (eine andere Quelle spricht von 1491). 1489 ehelichte Grabner Benigna von Herberstein. Über Nachkommen ist nichts bekannt. 1492 ist unter den Grabnern der erste Priester, Wolfgang Ladtenwartter, für den Gottesdienst nachgewiesen. In weiterer Folge überließ er die Rosenburg seinem Bruder allein, dessen Nachkommenschaft die Rosenburg noch bis 1604 besaßen. 1502 scheint sein Bruder Christoph als alleiniger Herr von Zagging auf, was als das Todesdatum von Jakob Grabner angenommen werden kann.

## Information
Die Daten zu diesem Artikel wurden aus der Von Graben Forschung von Matthias Laurenz Gräff übernommen.